# Russkij wojennyj korabl, idi na chuj

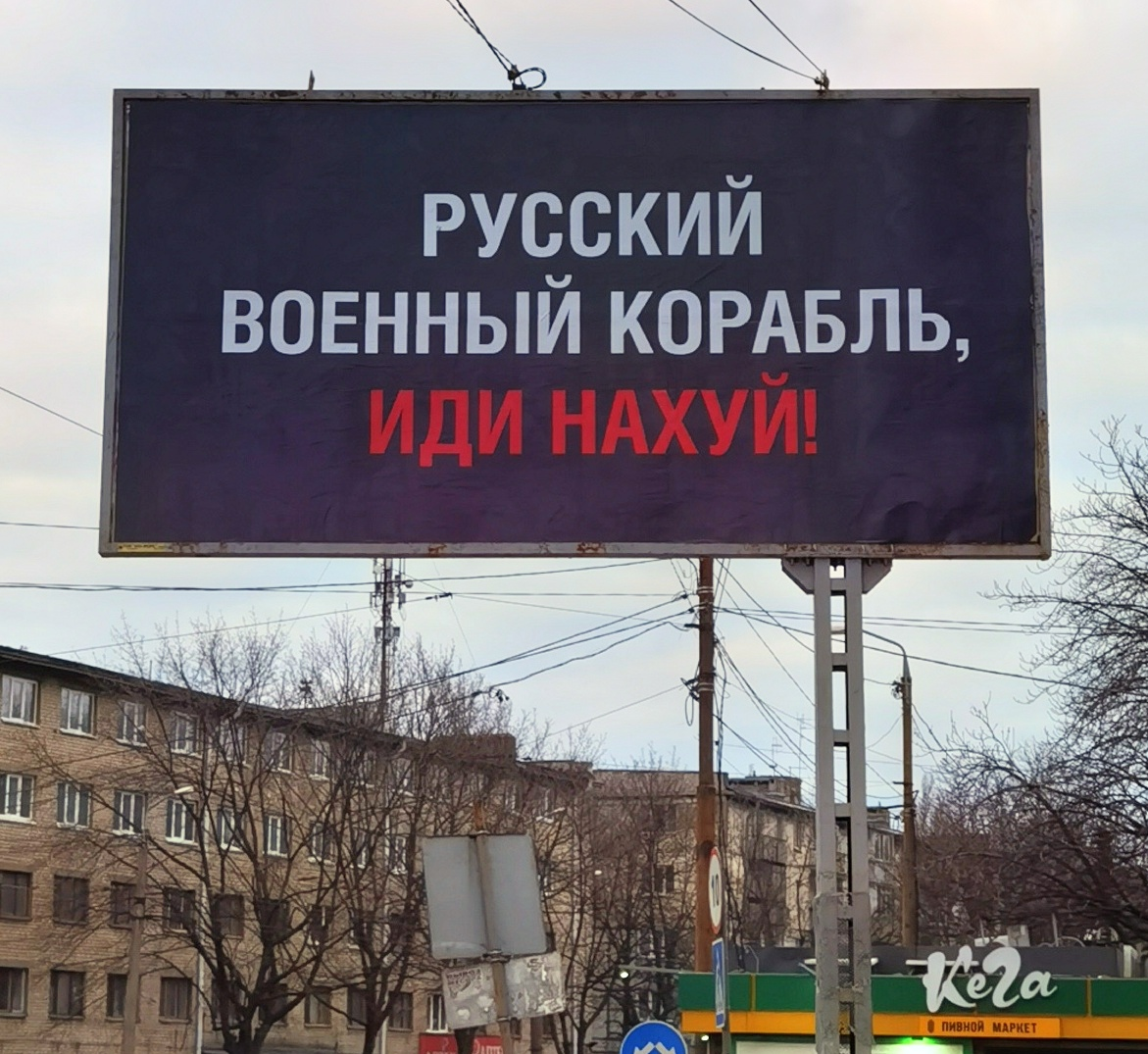
Billboard w mieście Dniepr

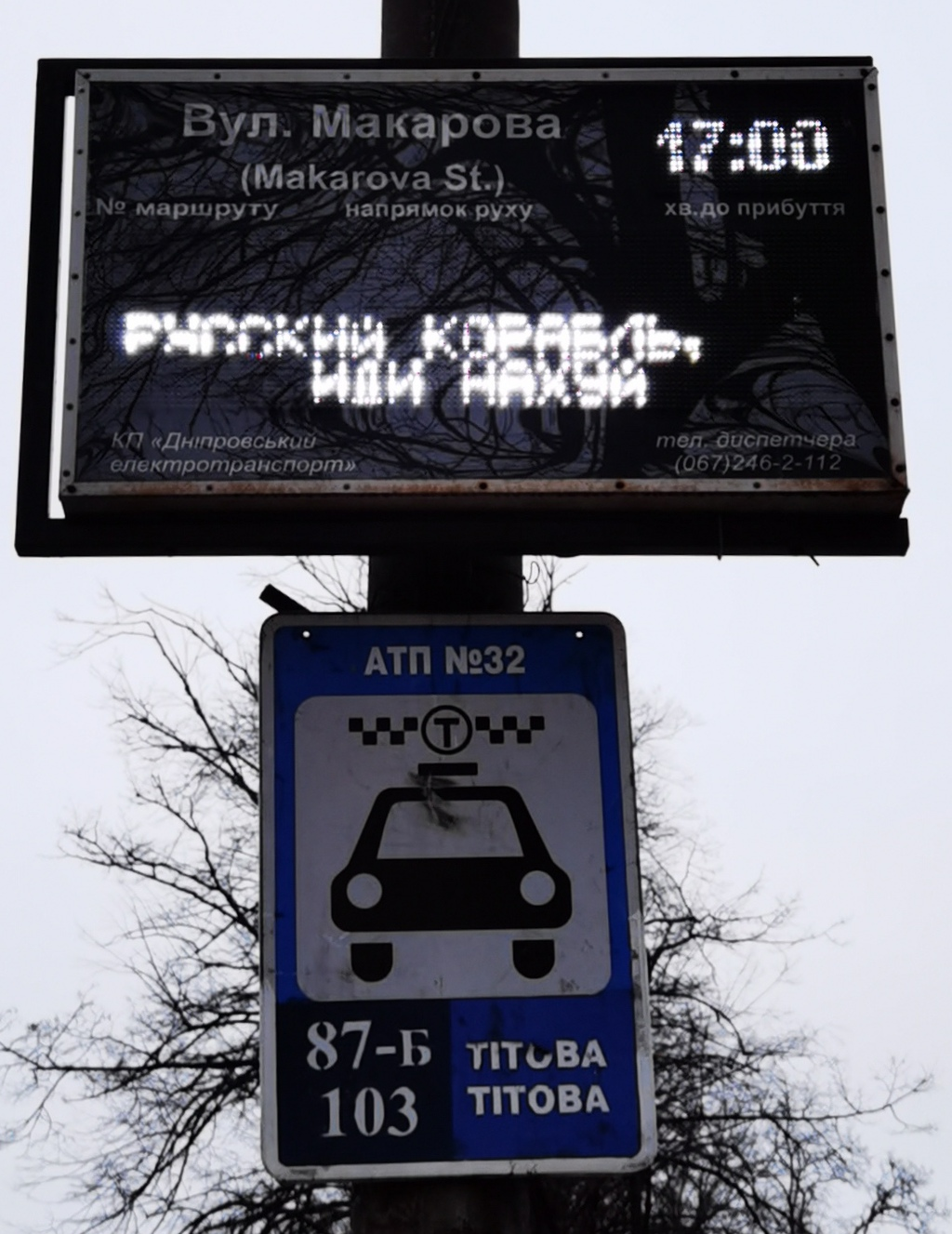
Elektroniczna tablica informacyjna w mieście Dniepr

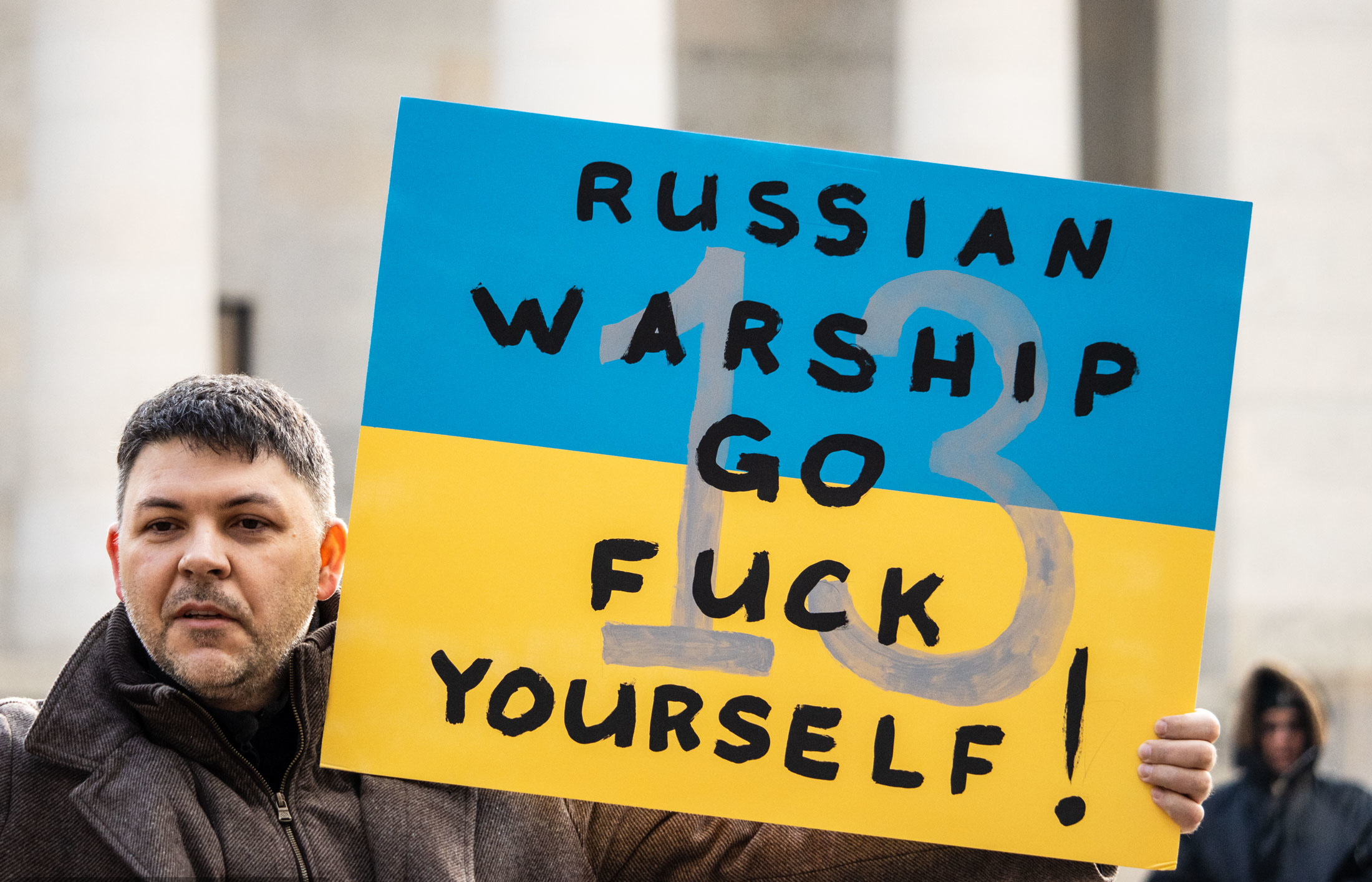
Demonstracja w Columbus, Ohio, 26 lutego 2022

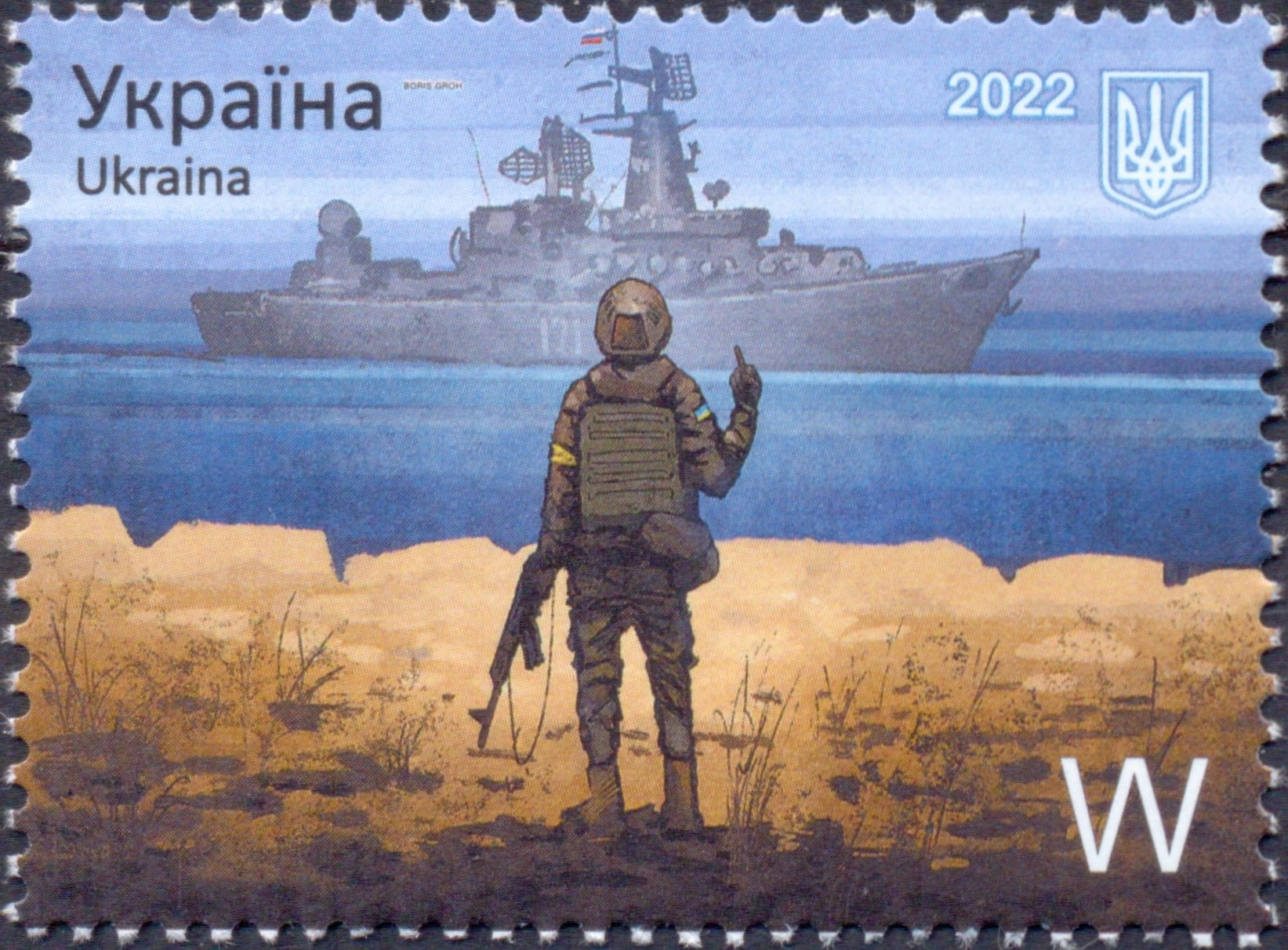
Ukraiński znaczek pocztowy Russkij wojennyj korabl, idi…! wydany 12 kwietnia 2022

Russkij wojennyj korabl, idi na chuj (ros. Русский военный корабль, иди на хуй; „rosyjski okręcie wojenny, idź w chuj”) – fragment odpowiedzi ukraińskich obrońców Wyspy Wężowej na wezwanie Rosjan do poddania się, który został rozpowszechniony w trakcie rosyjskiej inwazji na Ukrainę w 2022 roku.

## Kontekst
24 lutego 2022, pierwszego dnia rosyjskiej inwazji na Ukrainę, o wczesnych godzinach popołudniowych, położona na ukraińskich wodach terytorialnych Wyspa Wężowa została zaatakowana przez rosyjskie okręty marynarki wojennej. Krążownik rakietowy „Moskwa” oraz okręt patrolowy „Wasilij Bykow” ze wsparciem śmigłowców szturmowych ostrzeliwały wyspę z dział pokładowych.
Kiedy rosyjski okręt wojenny ujawnił się i Rosjanie zażądali, by ukraińscy żołnierze stacjonujący na wyspie poddali się, ich odpowiedzią było „Rosyjski okręcie wojenny, idź w chuj!”. Nagranie z wymiany zdań zostało po raz pierwszy udostępnione przez ukraińskiego urzędnika rządowego Antona Heraszczenkę, a następnie rozpowszechnione przez „Ukraińską prawdę” i powielane w mediach również poza Ukrainą, między innymi w Polsce oraz przez międzynarodowe agencje prasowe.
Autor tego zawołania, oficer straży granicznej Bogdan Hockij, został wzięty do niewoli przez Rosjan, a po niemalże trzech miesiącach odzyskał wolność w wyniku wymiany jeńców. Wcześniej wypowiedzenie frazy przypisywano oficerowi Romanowi Hrybowowi, który także został wzięty do niewoli przez Rosjan, a wolność odzyskał po prawie miesiącu niewoli. Hockij zeznał w wywiadzie, że przypisanie frazy Hrybowowi było celowe i miało miejsce, aby nie zaszkodzić nadal przebywającemu w niewoli autorowi.
Według informacji strony ukraińskiej krążownik „Moskwa”, do którego zostały skierowane słowa Hockija, został 13 kwietnia 2022 roku uszkodzony dwoma pociskami manewrującymi systemu Neptun. Strona rosyjska przekazała informację, że na okręcie w wyniku pożaru doszło do eksplozji wtórnych amunicji. Z powodu rozległych zniszczeń jednostki załoga opuściła okręt.
Następnego dnia potwierdzono zatonięcie okrętu.

## Użycie wyrażenia
Stwierdzenie było wielokrotnie używane w zmodyfikowanej wersji – według ukraińskich mediów, podobne stwierdzenie („Rosyjska kolei, idźcie w chuj!”) zostało użyte przy próbie namówienia ukraińskiej kolei na ponowne połączenie z rosyjską siecią kolejową, zaś ukraińska służba drogowa drogowskazami z napisem „на хуй” („do chuja”) promowała w mediach społecznościowych akcję zdejmowania drogowskazów celem zwiększenia problemów lokalizacyjnych Rosjan. Fraza była też umieszczana na billboardach w Iwano-Frankiwsku.
28 lutego 2022 roku słowa te pojawiły się nad winietą „Gazety Lubuskiej”.
Ukraińska poczta ogłosiła konkurs na znaczek pocztowy obrazujący tę frazę. Wzięło w nim udział 400 osób, wyniki ogłoszono 12 marca 2022. Zwyciężył projekt autorstwa Borysa Hrocha. 12 kwietnia 2022 znaczek został wydany w dwóch nominałach: jako opłata za list krajowy oraz zagraniczny. Wyemitowano także 20 tys. okolicznościowych kopert z tym znaczkiem.